# Drosera finlaysoniana
Drosera finlaysoniana е хищно растение, виреещо в Югоизточна Азия и Австралия. Храносмилателните жлези на този вид са разположени по цялата повърхност на листата. Растението е едногодишно, не оцелява във влажни почви, развива се най-добре при температура 25°C. Обикновено се размножава със семена.